# Chimwenje
Chimwenje (Горящий факел, Искра света) — зимбабвийско-мозамбикская повстанческая организация середины 1990-х годов. Ставила целью свержение президента Роберта Мугабе в Зимбабве. Была связана с мозамбикской оппозиционной партией РЕНАМО. Совершала боевые рейды в Зимбабве и диверсионные акции в Мозамбике. Ликвидирована совместной операцией силовых структур Зимбабве и Мозамбика.

## Цели и базирование
Название организации с языка шона переводится как горящий факел или искра света. Первые сообщения о Chimwenje появилась в 1995 году. Организация базировалась в мозамбикской приграничной провинции Маника и состояла в основном из зимбабвийских эмигрантов — противников президента Зимбабве Роберта Мугабе. Её идеология чётко не прорисовывалась, информация в целом поступала неясная. Но программа очевидно сводилась к отстранения от власти Мугабе методами вооружённой борьбы.
Предполагалось, что в Зимбабве Chimwenje связана с оппозиционным политиком Ндабанинги Ситоле и укомплектована его сторонниками. Сам Ситоле утверждал, что члены организации — не вооружённые мятежники, а люди, лишённые возможности вернуться на родину из-за политических преследований. В октябре 1995 года Ситоле был арестован по обвинению в связях с Chimwenje.
В Мозамбике союзником Chimwenje являлась правая оппозиционная партия РЕНАМО (в 1970—1980-х боевики РЕНАМО воевали не только против режима ФРЕЛИМО, но и против его союзника — ЗАНУ Мугабе). Вооружёнными формированиями Chimwenje командовал Арманду Мабаше, бывший генерал РЕНАМО, уволенный в запас после окончания гражданской войны в Мозамбике. Боевики Chimwenje проходили военное обучение на тренировочных базах РЕНАМО.

## Бои и поражение
В начале 1996 года президент Мозамбика Жоаким Чиссано заявил, что Chimwenje будет изгнана из его страны. Между мозамбикскими войсками и боевиками Chimwenje произошли боестолкновения. Летом 1996 года Chimwenje провела «минную кампанию» в Манике, нанеся ущерб объектам, возведённым с участием иностранных фирм.
Действия Chimwenje стали вызывать серьёзное беспокойство правительств Мозамбика, Зимбабве и Малави. В Лилонгве состоялась встреча представителей спецслужб трёх государств и согласованы меры по ликвидации группировки. Семеро активистов — пять мозамбикцев и два зимбабвийца — были арестованы и осуждены на длительное тюремное заключение. К концу 1996 года Chimwenje была практически ликвидирована.

## Суд над лидерами
Летом 1996 года в Хараре состоялся процесс по «делу Chimwenje». Перед судом предстали Ндабанинги Ситоле, Симба Мланга и Уильям Намаконья. Они обвинялись в вооружённом мятеже и планах убийства Мугабе.
Мланга и Намаконья признали себя виновными. Они были приговорены, соответственно, к 15 и 12 годам тюремного заключения. Ситоле был освобождён под залог по состоянию здоровья и скончался в 2000 году.
В зимбабвийской политике «дело Chimwenje» было использовано для подавления оппозиционной партии, возглавляемой Ситоле.